# Autour de la Lune
Autour de la Lune (Brasil: À Roda da Lua / Portugal: À Volta da Lua) é um romance de ficção científica do escritor francês Júlio Verne, publicado pela primeira vez em 1869. Trata-se da continuação do livro De la Terre à la Lune (1865), esta obra distingue-se por estar bastante fundamentada em áreas da física e matemática da altura, mesmo para um leigo nestas áreas consegue extrair desta obra muitos conceitos fundamentais da mecânica clássica e do cálculo integral.  Em 1889, Verne lançaria uma nova sequência de  De la Terre à la Lune: Sans dessus dessous, onde os membros do Gun Glub tentam mudar a inclinação da Terra.
De la Terre à la Lune e Autour de la Lune também são comercializados em um único livro.

## Enredo
O livro Da Terra à Lua, termina com o disparo do projétil para o espaço em direção à Lua e com a sua suposta órbita em torno da Lua. Autour de la Lune descreve toda essa viagem até à Lua.
A ideia era disparar um grande projétil com a forma de uma bala gigante com cinco passageiros no seu interior, Barbicane, Miguel Ardam, Nicholl e dois cães, Diana e Satélite, em direção à Lua. E foi isso que aconteceu, a bala saiu do mega canhão com uma velocidade inicial de 12 000 jardas (cerca de 11 000 metros) por segundo. O impacto foi tal que o cão Satélite acabou por falecer e tiveram que o deitar borda fora.
Toda a trajetória estava previamente definida e segundo os cálculos a bala acertaria em cheio na Lua, mas durante a viagem passou um asteroide perto da bala que devido à sua grande massa e às leis da gravidade afetou essa mesma trajetória.
Quando se aproximaram da Lua, o projétil em vez de se dirigir para a zona central do disco lunar, dirigiu-se para o polo norte do mesmo e não chegou a entrar em contacto com a Lua. Em vez disso entrou em órbita da Lua, onde eles conseguiram observar, devido à luz produzida pelo choque de dois asteroides, alguma vegetação e água na Lua na parte não visível da Terra.
Depois de terem completado uma translação completa em torno da Lua tentaram a partir do auxílio de uns foguetes instalados no projétil, que serviriam para ajudar a amortecer a queda, dirigir-se contra a Lua e assim conseguirem o seu grande objetivo. Mas por algum erro de cálculo o projétil foi tirado da influencia da gravidade da Lua para entrar na da Terra, e como ia impulsionado na direção e sentido do planeta acabou por voltar ao planeta de origem.
Acabaram por cair no oceano Pacífico junto à costa americana, e foram avistados por um navio, que rapidamente foi a Terra em busca de auxílio. Depois de vários dias de buscas acabaram por encontrar o projétil a flutuar e os seus passageiros a jogar dominó.